# Gandul (Santurce)
|                                                  |                                                         |
| Coordenadas                                      | 18°27′03″N 66°4′44″O / 18.45083, -66.07889              |
| Entidad • País • Territorio • Municipio • Barrio | Sub-barrio Estados Unidos Puerto Rico San Juan Santurce |
| Superficie                                       | 0,17 km² (0,06 mi²)                                     |
| Población • Densidad poblacional                 | 2.035 (2000) 12.130,9 km² (31.419,0 mi²)                |

Gandul es uno de los cuarenta “sub-barrios” del barrio Santurce en el municipio de San Juan, Puerto Rico. Según el censo del año 2000, este sector contaba con 2.035 habitantes y un área de 0,17 km².